# Transformatie (genetica)
Transformatie is een mutatie (genetische verandering) van een cel door opname van een vreemd stukje genetisch materiaal (DNA of RNA). In het laboratorium wordt transformatie vaak toegepast om DNA-moleculen in bacteriën te introduceren met als doel deze bacteriën een bepaald eiwit te laten produceren.
Frederick Griffith beschreef in 1928 voor het eerst het voorkomen van natuurlijke transformatie. In 1944 werd door Oswald Avery, Colin MacLeod en Maclyn McCarty transformatie ontdekt bij de pneumokok Streptococcus pneumoniae.
Natuurlijke transformatie treedt op bij bacteriën en is naast transductie en conjugatie een van de manieren van genetische uitwisseling. Voor transformatie bij planten is een vervoermiddel nodig om DNA van de ene cel naar de andere cel te brengen. Deze vorm van transformatie wordt veel toegepast in de biotechnologie: vele plantensoorten waaronder landbouwgewassen kunnen met behulp van de transformatiemachinerie van Agrobacterium tumefaciens genetisch gemanipuleerd worden.